# Karine Sudan
Karine Sudan (Lausana, 1969) es una editora y guionista de cine suiza. En 2013 recibió el premio especial del cine suizo por su trabajo en Hiver nomade. En 2023 recibió el Premio del cine suizo al mejor montaje por (Im)mortels (2022).

## Trayectoria
Nacida en Lausana, pasó su infancia en Gruyères y se formó como realizadora en la Escuela Cantonal de Arte de Lausana (ECAL) entre 1989 y 1994. Ya en la escuela-ha explicado- empezó a montar cortometrajes de otros y al salir de la escuela empezó pronto a trabajar como montadora. Guionista y montadora de documentales y películas desde sus inicios profesionales ha trabajado con frecuencia  con Jean-Stéphane Bron, con Fernand Melgar y Nicolas Wadimoff, trabajos que han sido destacados y galardonados.
En 2005 realizó el montaje del documental Exit: El derecho a morir, dirigido por Fernand Melgar que aborda el tema de la eutanasia y el suicidio asistido en Suiza y que ganó el Premio del Cine Suizo al Mejor Documental.
En 2006 fue coguionista de uno de sus trabajos más reconocidos: "Mi hermano se casa" ("Mon frère se marie") cuyo guion coescribió junto al director de la misma, Jean-Stéphane Bron. La película tuvo en 2013 una versión en EEUU: The Big Wedding protagonizada por un reparto coral que incluye a Robert De Niro, Katherine Heigl y Diane Keaton. 
En 2008 fue montadora de La Forteresse  que, entre otros premios obtuvo el Leopardo de Oro en el Festival de Locarno. El documental ofrece una mirada interna a un centro de recepción para solicitantes de asilo en Suiza, exponiendo las duras condiciones y la burocracia a la que se enfrentan. Otros trabajos con Melgar premiados son Vol Spécial (2011) sobre la exploración de las políticas migratorias, mostrando la vida de los inmigrantes en un centro de detención administrativa a la espera de su deportación o L'Abri (El Refugio, 2014) que documenta la dura realidad de las personas sin hogar durante el invierno en Lausana.
En 2013 recibió el premio especial de la academia de Suiza por el montaje de «Hiver nomade» de Manuel von Stürler, señalando que «El montaje de Karine Sudan transforma el viaje de esta pareja de pastores en una conmovedora y emocionante película de carretera. Impulsada por un firme sentido del ritmo, la película revela una historia poética, cálida y humana en un crudo paisaje invernal.»
En 2018 la película L'école des philosophes (2018) sobre los primeros pasos en la escuela de cinco personas discapacitadas que tienen que aprender a convivir juntas, en la que Sudan fue montadora logró diferentes premios, entre ellos el Pemio del Público en el Festival Internacional de Cine de Gijón  y el Premio del Jurado del Festival Internacional de Cine sobre Derechos Humanos.

## Filmografía

### Montadora
Selección de títulos:
- Mais im Bundeshuus (2003) de Jean-Stéphane Bron
- EXIT, le droit de mourir (2005) :dirección de Fernand Melgar
- La forteresse (2008) de Fernand Melgar[5]
- Aisheen (Still Alive In Gaza) (2010) de Fernand Melgar
- Vol spécial (2011) de Fernand Melgar
- Opération Libertad (2012) de Nicolas Wadimoff
- Hiver nomade (2012) de: Manuel von Stürler
- Opération Libertad (2012) de Nicolas Wadimoff
- Favela Olímpica (2017)
- (In)mortels, (2022) documental dirigido por Lila Ribi [9]Guionista

### Guionista
- Mon frère se marie (2006) co-guionista con Jean-Stéphane Bron película franco-suiza[10]

- "Le syndrome d'Unspunnen" (2023) guionista y montadora [11]
- "Ville cherche héros" (2019) guionista y montadora[12]

## Premios y reconocimientos
- Documental Europeo 2012 por Winter Nomads (Hiver Nomade)[13]
- Premio especial de la academia por el montaje de "Hiver nomade" 2013
- Premio del cine suizo al mejor montaje 2023 por (Im)mortels (2022).
- Nominaciones:
- Nominada en dos ocasiones a los Premios del Cine Suizo en la categoría de Mejor Montaje por "Citoyen Nobel" en 2021 y por "L'expérience Blocher" en 2014.